# Contea di Chouteau
La contea di Chouteau (in inglese Chouteau County) è una contea del Montana. Il suo capoluogo amministrativo è Fort Benton.

## Geografia fisica
La contea si trova nel centro-nord dello Stato. La contea ha un'area di 10.352 km² di cui lo 0,59% è coperto d'acqua ed ospita parte della Foresta Nazionale di Lewis and Clark. Il territorio della contea è per la maggior parte occupato da prateria. I Monti Bear Paw si ergono nella zona est.
I fiumi principali sono:
- Teton
- Marias
- Milk
- Arrow Creek

Oggi la contea ospita la tribù nativa dei Chippewa-Cree nella riserva indiana di Rocky Boy.

### Contee confinanti
- Contea di Liberty - nord
- Contea di Hill - nord
- Contea di Blaine - est
- Contea di Fergus - sud-est
- Contea di Judith Basin - sud
- Contea di Cascade - sud
- Contea di Teton - ovest
- Contea di Pondera - nord-ovest

## Storia
La contea di Chouteau fu creata nel 1865 e fu una delle nove contee originarie del Montana. Deve il proprio nome a Augusta e Pierre Chouteau, mercanti di pellicce che stabilirono un luogo commerciale proprio dove oggi sorge Fort Benton, che fu uno dei principali porti sul fiume Missouri.

### Evoluzione demografica

Situazione demografica

## Città principali
- Big Sandy - town
- Fort Benton (capoluogo) - city
- Geraldine - town

## Strade principali
- U.S. Route 87
- Montana Highway 80

## Musei
- Fort Benton Restoration Project, su fortbenton.com.
- Museum of the Northern Great Plains, su fortbenton.com. URL consultato il 16 aprile 2007 (archiviato dall'url originale il 4 aprile 2007).
- Museum of the Upper Missouri, su fortbenton.com. URL consultato il 16 aprile 2007 (archiviato dall'url originale il 3 aprile 2007).
- Montana Agricultural Center & Museum, su fortbenton.com. URL consultato il 16 aprile 2007 (archiviato dall'url originale il 3 aprile 2007).
- Earth Science Museum, su virtualmontana.com. URL consultato il 16 aprile 2007 (archiviato dall'url originale il 28 settembre 2007).